# Wildgehege Hellenthal
Koordinaten: 50° 30′ 6″ N, 6° 25′ 37″ O
Das Wildgehege Hellenthal mit der ins Wildgehege eingelagerten Greifvogelstation Hellenthal ist ein 65 Hektar großer Tierpark südlich des Nationalparks Eifel, in Hellenthal (Kreis Euskirchen). 
Der Tierpark wurde 1967 gegründet und befindet sich in Privatbesitz. Sein Schwerpunkt liegt bei einheimischen Tierarten, die in natürlicher Umgebung präsentiert werden. Das Wildgehege und die Greifvogelstation sind ganzjährig geöffnet.
Das Wildgehege beherbergt Rotwild, Damwild, Schwarzwild, Muffelwild, Luchse, Füchse, Wildkatzen, Waschbären, Marderhunde und Wildpferde.
In der Greifvogelstation Hellenthal, die unter anderem durch ihre Nachzuchterfolge internationales Ansehen genießt, können Adler, Bussarde, Milane und Falken im freien Flug erlebt werden. Auch exotische Greifvögel wie Schreiseeadler, Wüstenbussard, Weißkopfseeadler, Kondor und Andenbussard (auch Aguja oder Kordillerenadler genannt) sind in der Station zu beobachten. Mehrmals täglich finden Flugvorführungen statt.
Im Tierpark sind neben einem Spielplatz, einem Kinderzoo und einem Park-Express auch Restaurants zu finden.
|  |  |